# 加里宁诺村委员会 (阿斯特拉罕州)
加里宁诺村委员会（俄语：Калининский сельсовет）是俄罗斯联邦阿斯特拉罕州沃洛达尔斯基区所属的一个村委员会。其下辖有6个居民点，行政中心为加里宁诺。据2015年统计，该村委员会的人口为1496人。